# Bojnická zoologická zahrada

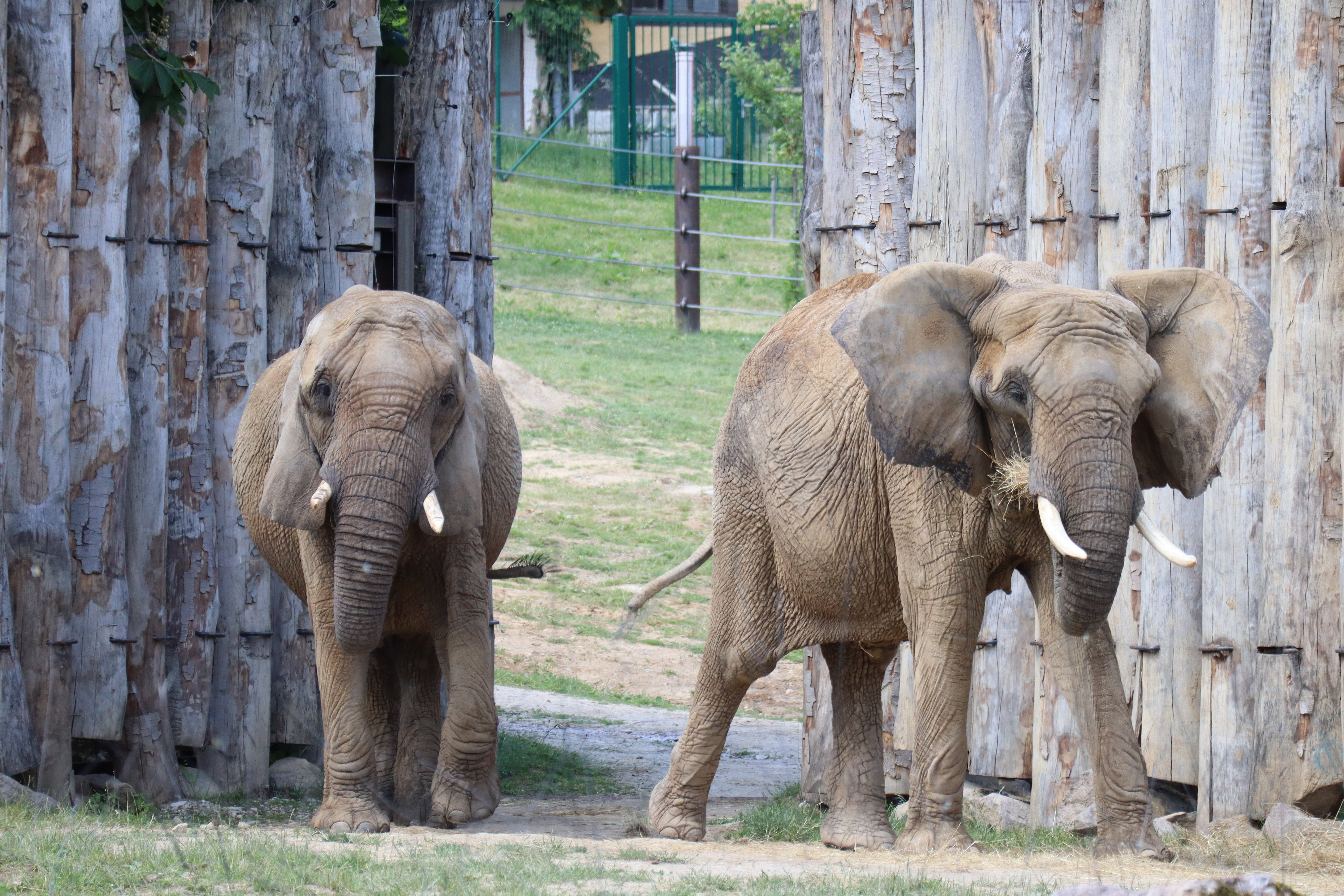
Sloni afričtí, ZOO Bojnice.

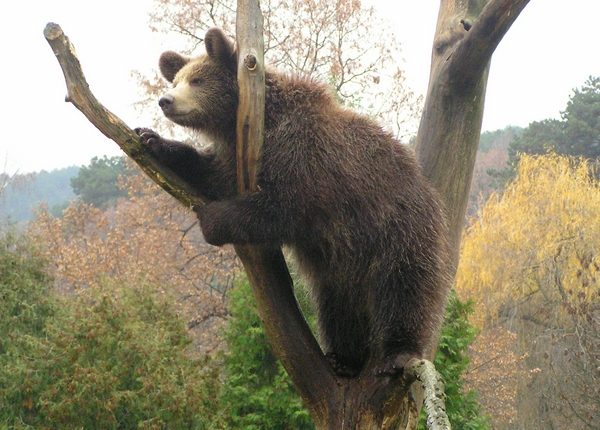
Medvěd hnědý, ZOO Bojnice

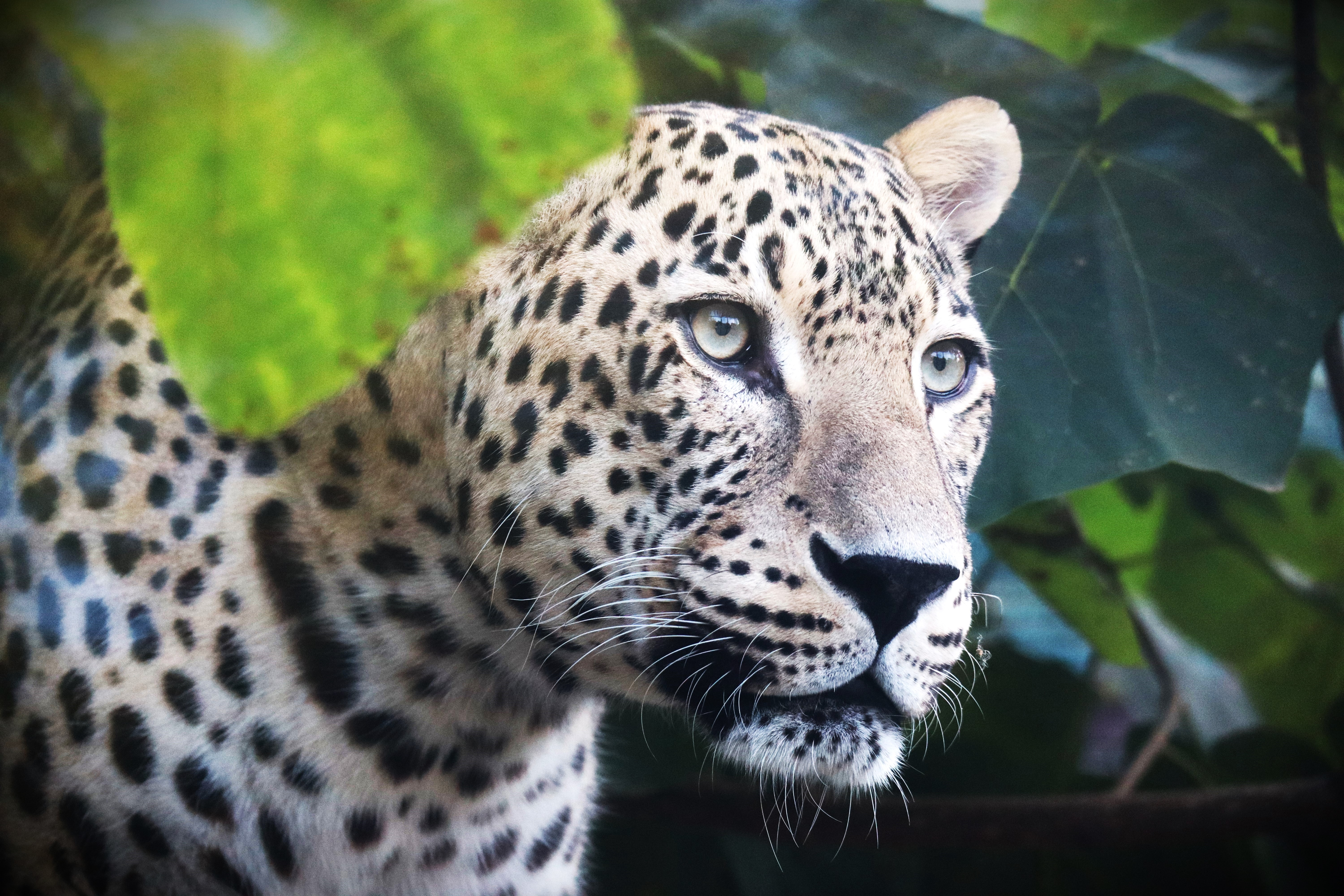
Levhart perský, ZOO Bojnice

Bojnická zoologická zahrada, od 1. července 2017 oficiálně Národní zoologická zahrada Bojnice (slov. Národná zoologická záhrada Bojnice), je nejstarší a nejnavštěvovanější zoologická zahrada na Slovensku.
Pro veřejnost byla otevřena 1. dubna 1955 a v současnosti se rozkládá na ploše 41 hektarů,
z čehož expoziční část tvoří 20 hektarů. Areál ZOO se nachází v příjemném rekreačním prostředí lázeňského města Bojnice nedaleko od Bojnického zámku v Trenčínském kraji.
Patří k zoologickým zahradám všeobecného typu, tj. bez vyhraněné specializace
na určité druhy zvířat. V minulosti zde byla vyšší pozornost věnována zejména odchovu rysů ostrovidů, běžců (emu a nandu) a horských koz. 
Počet druhů chovaných v ZOO Bojnice je jedním z největších ze všech  slovenských ZOO, v závěru roku 2023 šlo celkem o 327 živočišných
druhů v počtu 1760 exemplářů. Jako jediná slovenská ZOO chová např. slony africké, bongy lesní, zebry horské Hartmannové, orangutany bornejské, kondory královské a mnohé další. Od roku 2003 sa ZOO stala řádným členem nejprestižnejší Asociace světových zoologických zahrad a akvárií (WAZA), která sdružuje okolo 250 elitních světových ZOO. V rámci evropských chovných programů a plemenných knih pro ohrožené druhy je zapojena do chovu 25 druhů zařazených do evropských chovných programů (EEP - European Endangered species Programme) a 23 druhů zařazených do evropských plemenných knih (ESB - European Studbooks).
ZOO Bojnice spravuje slovenské národní záchytné centrum pro zabavené a zajištěné živočichy a odborní pracovníci aktívně spolupracují s orgány CITES a Státní ochranou přírody Slovenské republiky.

## Členství v odborných organizacích

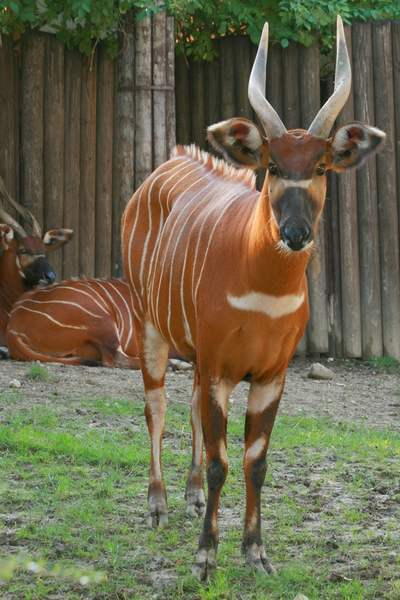
Bongo lesní, Zoo Bojnice

- WAZA (Světová asociace zoologických zahrad a akvárií)
- EAZA (Evropská asociace zoologických zahrad a akvárií)
- UCSZ (Unie českých a slovenských zoologických zahrad)
- SAZZ (Slovenská asociace zoologických zahrad)
- WAPCA (Sdružení pro ochranu západoafrických primátů)
- EEKMA (Evropská asociace ošetřovatelů a manažerů chovu slonů)
- ISIS (Mezinárodní informační systém druhů)

## Stav zvířat
- 31. 12. 2005: 318 druhů / 1940 jedinců
- 31. 12. 2006: 355 druhů / 1826 jedinců
- 31. 12. 2007: 373 druhů / 1858 jedinců
- 31. 12. 2008: 380 druhů / 1921 jedinců
- 31. 12. 2009: 384 druhů / 2050 jedinců

## Hlavní expoziční celky
- Pavilón Africké Fauny/Pavilón Slonů - Nově postavený pavilón otevřen v roce 2021, s dvěma velkými výběhy pro Slony africké. Obyvatelmi jsou dvě slonice Maja a Gula. Koncem roku 2022 ke slonicím přibyl i samec Tembo. Pavilon je domovem také želv pardálích a ostruhatých.
- Původní pavilon Slonů postavený v roce 1984 - v současnosti je pavilon uzavřen a slouží k edukativním účelům a jako zázemí pro surikaty.
- Naučná stezka karpatské fauny -  zasazená do lesního prostředí funguje jako expozice pro více druhů z lesního prostředí a oblasti karpat. Nachází se v ní taky spousta edukatívnich prvků. Domov tady našli: vlci, rysové a kočky divoké. Dále je zde velká voliéra orlů východních a menší voliéry pro různe druhy hrabavých a spěvavých ptáků nebo sov. Kamenité a lesnaté výběhy obývají kozorožci, takini a markhurové. Velké travnaté výběhy zase dva druhy jelenů a daňci.
- Vivárium - akvarijní a terarijní expozice nejrůznejšiích druhů ješterů, želv, hadů, mořských a sladkovodních ryb. K vidění je  i kolekce šípových žab.
- Motýlí skleník - průchozí expozice Motýlů - sezónní
- Dětská ZOO - kontaktní expozice ovec a koz s hřištěm a odpočinkovým místem, součástí je i domeček kde jsou k vidění různe druhy hlodavců, myšek nebo činčily.
- Pavilon Primátů - je v současné době v rekonstrukci ale obývají ho orangutani bornejští, giboni bělolíci, kočkodani Rolowayovi, kočkodani Hamlynovi, guerézy pláštikové a lemurové vari.
- Pavilon šelem - je domovem pro lvi berberské, levharty perské, levharty obláčkové, kočky cejlonské a kočky rybářské.
- Rybník - Rybník na začátku ZOO obývají pelikáni a různé druhy vrubozobých. Ptáci mají k dispozici i zimovišťe.
- Expozice medvědů hnědých.
- Expozice asijské fauny - domovem pro pandy červené, jeřáby mandžuské a muntžaky malé.
- Expozice australské fauny - k vidění jsou čtyři druhy klokanů. Dále taky emu hnědí, kasuáři a husy kuří.
- Expozice Tamarínů a jihoamerických savců - spoločené expozice pro tamaríny pinčí a bělohubé, lenochody a tři druhy pásovců.
- Expozice afrických kopytníků - rozsáhle výběhy obývají: zebry horské, zebry bezhříve, bongo lesní, antilopy vrané, pakoně, vodušky a kudu velký.
- Expozice kopytníku - v dalších menších výbězích jsou chovány: velbloudi dvouhrbý, koně Převalského, kiangové nebo paovce. Součástí výběhu paovec je i vyhlídka na Bojnický zámek.
- Expozice Plameňáků a brodivých ptáků - společnou expozici obývají plameňáci, čápi nebo jeřábi.
- Expozice malých šelem - v menších expozicích našli domov kočky krátkouché a slaništní, oceloti, mývalové nebo ženetky.
- Voliéra supů bělohlavých a kondorů královských.
- Voliéry sov a dravých ptáků.
- Voliéry velkých papoušků a ptáků - komplex nekolika voliér je domovem pro šest druhů papoušků ara, papoušky kakadu a tukany.
- Voliéry zoborožců a menších papoušků.
- Voliéry vodních ptáků - dvě menší voliéry obývají koplíci bílý, ibisové a různé druhy kachen.

## Zapojení do ochrany slovenské a zahraniční fauny

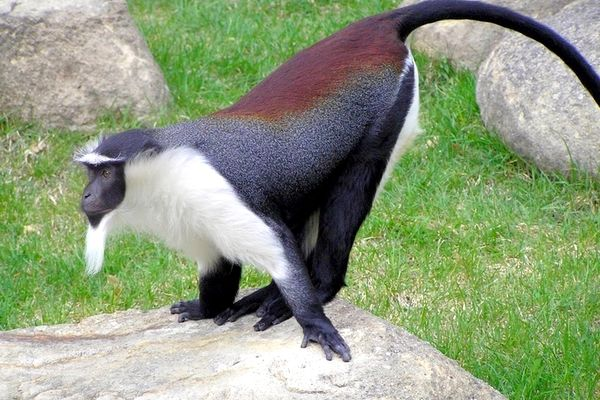
Kočkodan Rolowayův, ZOO Bojnice.

V rámci ochrany evropské fauny bojnická zoologická zahrada dlouhodobě spolupracuje na vícerých projektech záchrany ohrožených druhů živočichů na Slovensku jakož i v zahraničí. K nejvýznamnějším patří spolupráce s Tatranským národním parkem při výzkumu a imobilizaci kamzíka tatranského (Rupicapra rupicapra tatrica), spolupráce na výzkumu rysa karpatského (Lynx lynx carpaticus) na Slovensku a reintrodukce jakož i rehabilitace jedinců z přírody, přičemž doposud se ZOO podílela na reintrodukci 6 rysů. Dále například spolupráce v rámci záchranného programu repatriace puštíka bělavého středoevropského (Strix uralensis macroura) na Šumavu, pravidelné vypouštění odchovaných mláďat sovy pálené (Tyto alba) do přírody, chov a zpětný návrat sysla obecného (Spermophillus citellus) na vybrané lokality ve spolupráci se Státní ochranou přírody Slovenské republiky nebo také zapojení do programů záchrany ohrožených slovenských druhů - raroh velký (Falco cherrug), sokol stěhovavý (Falco peregrinus) a jasoň červenooký (Parnassius apollo).
ZOO Bojnice se zapojila do činnosti WAPCA (West African Primate Conservation Action - Sdružení pro ochranu západoafrických primátů) a finančně přispívá do in situ projektů v západoafrických státech Ghana a Pobřeží slonoviny na záchranu ohrožených druhů primátů. Kromě jiných k nim patří i jeden z „vlajkových“ druhů celého programu - kočkodan Rolowayův (Cercopithecus roloway). Jedná se o nejvzácnější druh na světě mezi africkými kočkodany, přičemž je zařazen do seznamu 25 světově nejohroženějších druhů a poddruhů primátů s mezinárodním IUCN statusem „CR“ (kriticky ohrožený). Původně se vyskytoval v deštných pralesích mezi řekami Sassandra (Pobřeží slonoviny) a Volta (Ghana). V současnosti však zoologové spolehlivě monitorují už jen jeden chráněný lesní fragment, kde přežívají pravděpodobně poslední desítky či stovky těchto opic. ZOO v Bojnicích jako jediná ve střední Evropě chová pár těchto kočkodanů od roku 2004. Mimo africkou Ghanu je (březen 2010) na celém světě chováno v péči člověka posledních 33 jedinců v deseti evropských zoologických zahradách.
Podpořila také reintrodukci v přírodě vyhynulého bažanta edwardsova (Lophura edwardsi) odesláním dvou odchovaných jedinců přímo do Vietnamu ve spolupráci s pražskou zoo.

## Fotogalerie

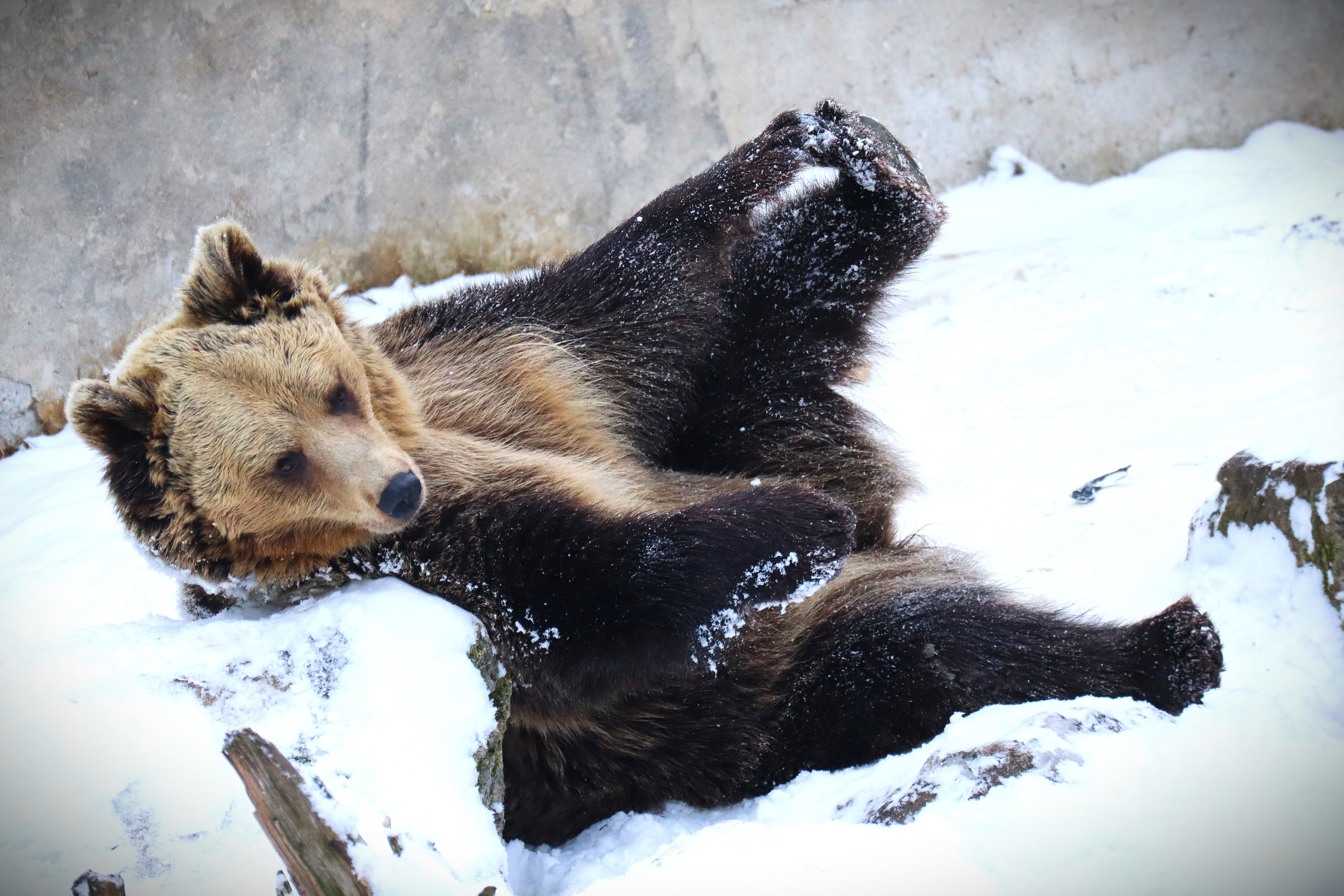
Medvěd hnědý, ZOO Bojnice

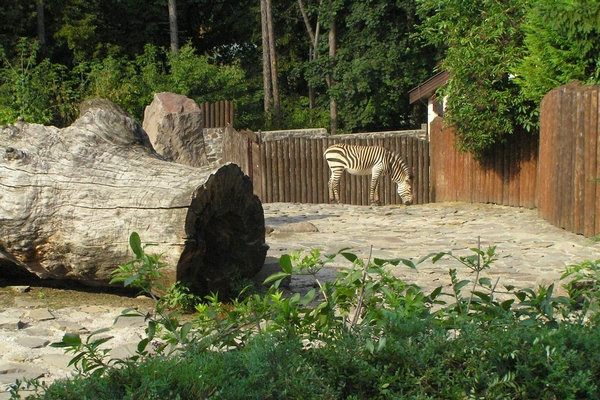
Expozice pro zebry horské, ZOO Bojnice

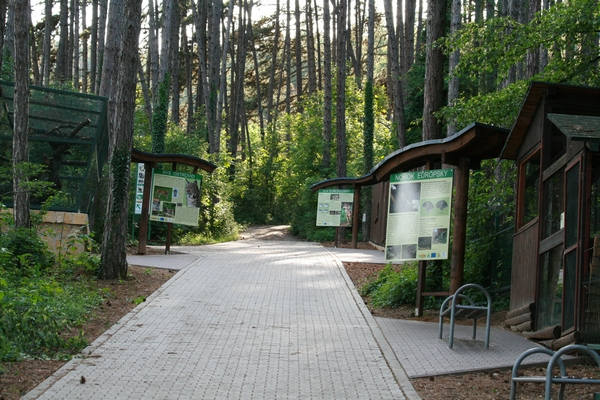
Naučná stezka a expozice Karpatské fauny, ZOO Bojnice

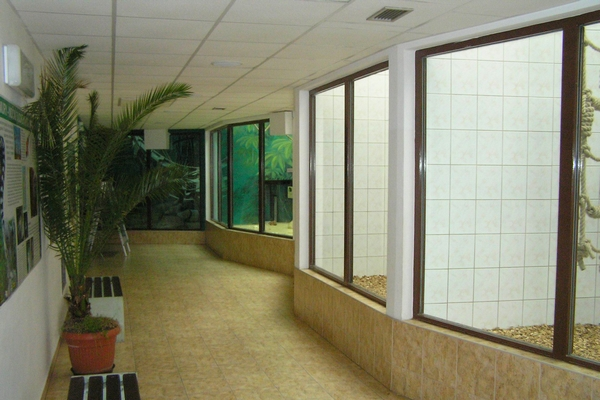
Pavilon opic, ZOO Bojnice

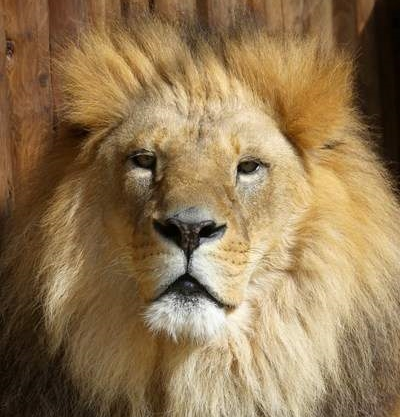
Lev Hanibal, ZOO Bojnice